# Успенская церковь (Зренянин)
Успенская церковь (серб. Црква Успења Богородице) — православный храм Банатской епархии Сербской православной церкви в городе Зренянине в Воеводине. Памятник культуры Сербии большого значения. Церковь также называют Святосавской (серб. Светосавска црква/Svetosavska crkva) по названию улицы, на которой она расположена, и Варошской (серб. Варошка црква/Varoška crkva). Одно из старейших сохранившихся зданий в городе.
Храм был заложен в 1744 году. Его строительство было окончено в 1746 году. В 1757—1758 годах к храму была пристроена колокольня. В 1783 году церковь была значительно перестроена и расширена.
Церковь представляет собой однонефное строение с полукруглой апсидой. С западной стороны располагается притвор, над которым возвышается колокольня. Фрески на стенах храма написал Александр Секулич в 1924 году.
Большой позолоченный иконостас был сооружён в стиле барокко между 1785 и 1790 годом. Работы по резьбе были выполнены Аксентием Марковичем. Иконы верхнего ряда иконостаса написал Димитрие Попопович. Работы по росписи иконостаса были закончены в 1815 году Георгием Поповичем.
На хорах церкви есть придел во имя Перенесения мощей святителя Николая. В нём размещён малый иконостас, выполненный неизвестным мастером в XVIII веке.